# Communauté de communes du Pays de Jeanne
Die Communauté de communes du Pays de Jeanne ist ein ehemaliger kommunaler Zusammenschluss von zehn Gemeinden im äußersten Nordwesten des Départements Vosges in Lothringen.
Der Kommunalverband hatte 2.509 Einwohner (2008) auf 128,73 km², was einer Bevölkerungsdichte von 19 Einwohnern/km² entsprach. Sitz des Verbandes, der zu den kleinsten Lothringens zählte, war die Gemeinde Coussey.
Der Name des am 31. Dezember 1998 gegründeten Verbandes deutet auf die Mitgliedsgemeinde Domrémy-la-Pucelle, den Geburtsort von Jeanne d’Arc – mit dem Jeanne-d’Arc-Geburtshaus und der Basilique du Bois-Chênu ein wichtiger Touristenmagnet in einer eher strukturschwachen Umgebung. Das Verbandsgebiet erstreckte sich entlang der Täler von Maas, Vair und Saônelle sowie die Schichtstufe der Côtes de Meuse, einem 200 Kilometer langen, die Maas rechts begleitenden Höhenzug.
Der Kommunalverband wurde gebildet, um die materiellen Ressourcen der kleinen Gemeinden zu bündeln und die wirtschaftliche Entwicklung zu koordinieren.
Mit Wirkung vom 1. Januar 2013 fusionierte der Gemeindeverband mit der Communauté de communes du Pays des Côtes et de la Ruppe und der Communauté de communes du Pays de Neufchâteau und bildete damit die neue Communauté de communes du Bassin de Neufchâteau.

## Ehemalige Mitgliedsgemeinden
| - Autigny-la-Tour - Avranville - Chermisey - Coussey - Domrémy-la-Pucelle | - Frebécourt - Midrevaux - Seraumont - Sionne - Soulosse-sous-Saint-Élophe |